# Jerachmiel Izrael Izaak Danziger
Jerachmiel Izrael Izaak Danziger (ur. 1853, zm. 10 stycznia 1910 w Aleksandrowie Łódzkim) – rabin, drugi cadyk chasydzkiej dynastii Aleksander.
Był synem Jechiela Danzigera i wnukiem Szragi Fajwla Danzigera z Grójca, założyciela dynastii. Był uczniem swego ojca oraz Mordechaja Menachema Mendela Kalisza z Warki. Po śmierci swego ojca w 1894 roku został cadykiem w Aleksandrowie Łódzkim. Był współautorem (wraz z braćmi Becalelem Jairem z Łodzi i Szmuelem Cwi) dzieła Jismach Israel (hebr. Raduj się Izraelu), opublikowanego w 1911 roku. Jest uważany za najwybitniejszego przedstawiciela dynastii Aleksander.
Jest pochowany na cmentarzu żydowskim w Aleksandrowie Łódzkim. Jego następcą został młodszy brat Szmuel Cwi Hirsz Danziger.